# カール・レーフラー (著作家)
カール・レフラー（Karl Löffler、1821年10月10日 - 1874年11月6日）は、ドイツの著作家。

## 経歴
カール・レフラーは、トルノウ・バイ・ランズベルク・アン・デア・ヴァルテ（Tornow bei Landsberg a. W.：後のポーランド領ルビシン）に、牧師の子として生まれた。
ベルリンで法律を学び、公務員となった。1844年に退職して独立し、著作家となった。彼は『Berliner Gerichts-Zeitung』紙の編集者を務めたこともあった。その後、化学に関心を寄せたレフラーは、1860年にマクデブルク近郊ローテンぜーの製糖工場で管理者となった。その後、レフラーはロシアにおける複数の製糖工場の統括管理者に任じられた。
1865年、レフラーは『New Yorker Staats-Zeitung』紙で役職を務めるアメリカ合衆国に渡ったが、1868年には家族とともにヨーロッパに戻り、ベルリンやフランクフルト・アム・マインで私教師として生活していた。
最後はコブレンツで死去したとされる。

## おもな著書
- Das Alte und das Neue Berlin. Berlin 1863
- Die Justizmorde der Neuzeit aller Länder. Leipzig 1867
- Die Opfer mangelhafter Justiz. Jena 1868–1870
- Ut 't Dörp: Lustege Vertellungen van’n oll'n Nümärker. Jena 1868
- Van mienen Keenich Willem. Roman in Neumärker Platt. Jena 1869
- Aus dem Sciotathale: Schicksale deutscher Ansiedler. Berlin 1870

## 関連文献
- Carl Regenhardt: Die deutschen Mundarten: Niederdeutsch. Berlin 1895, S. 395